# Rayleigh-Jeans-Gesetz

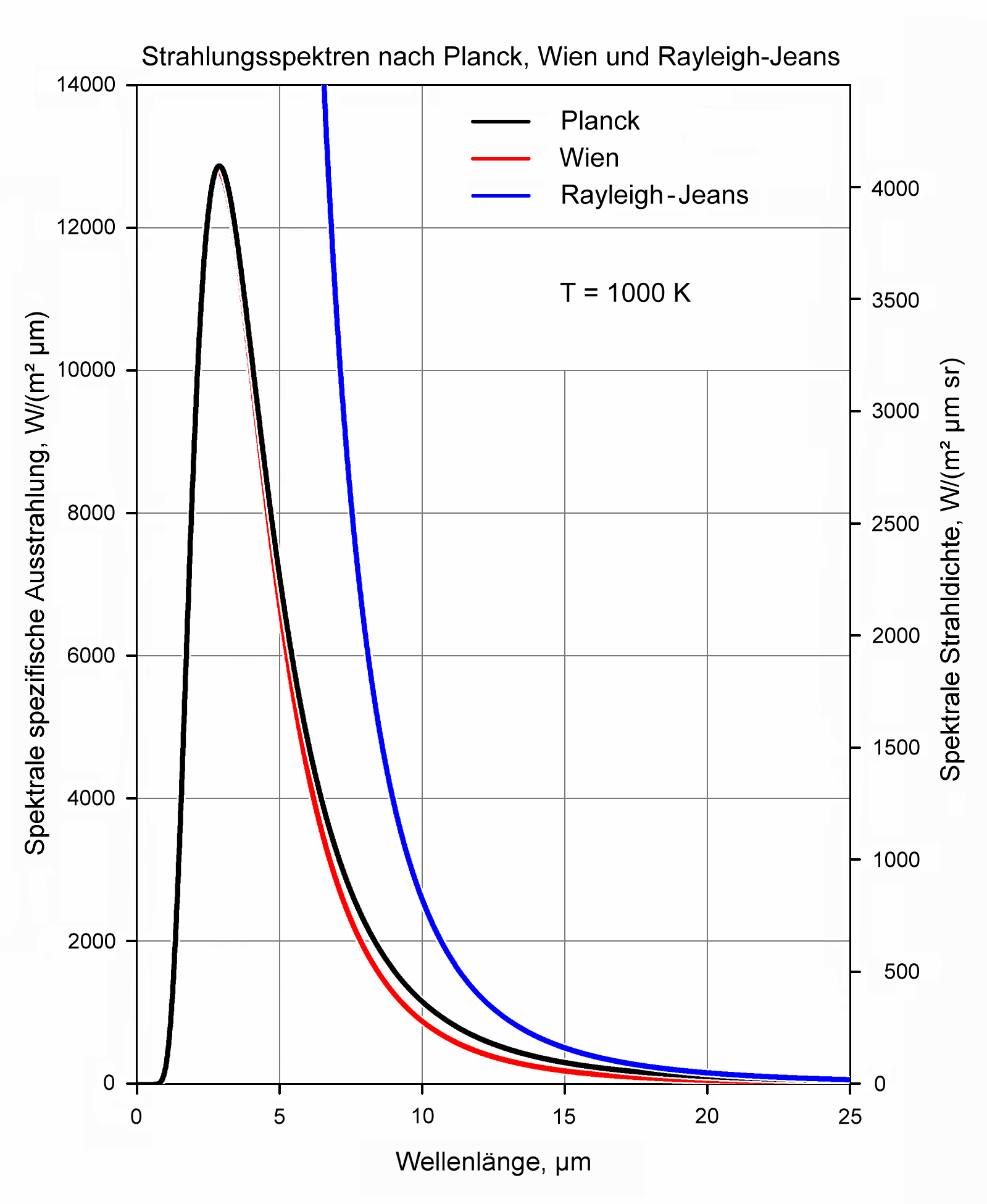

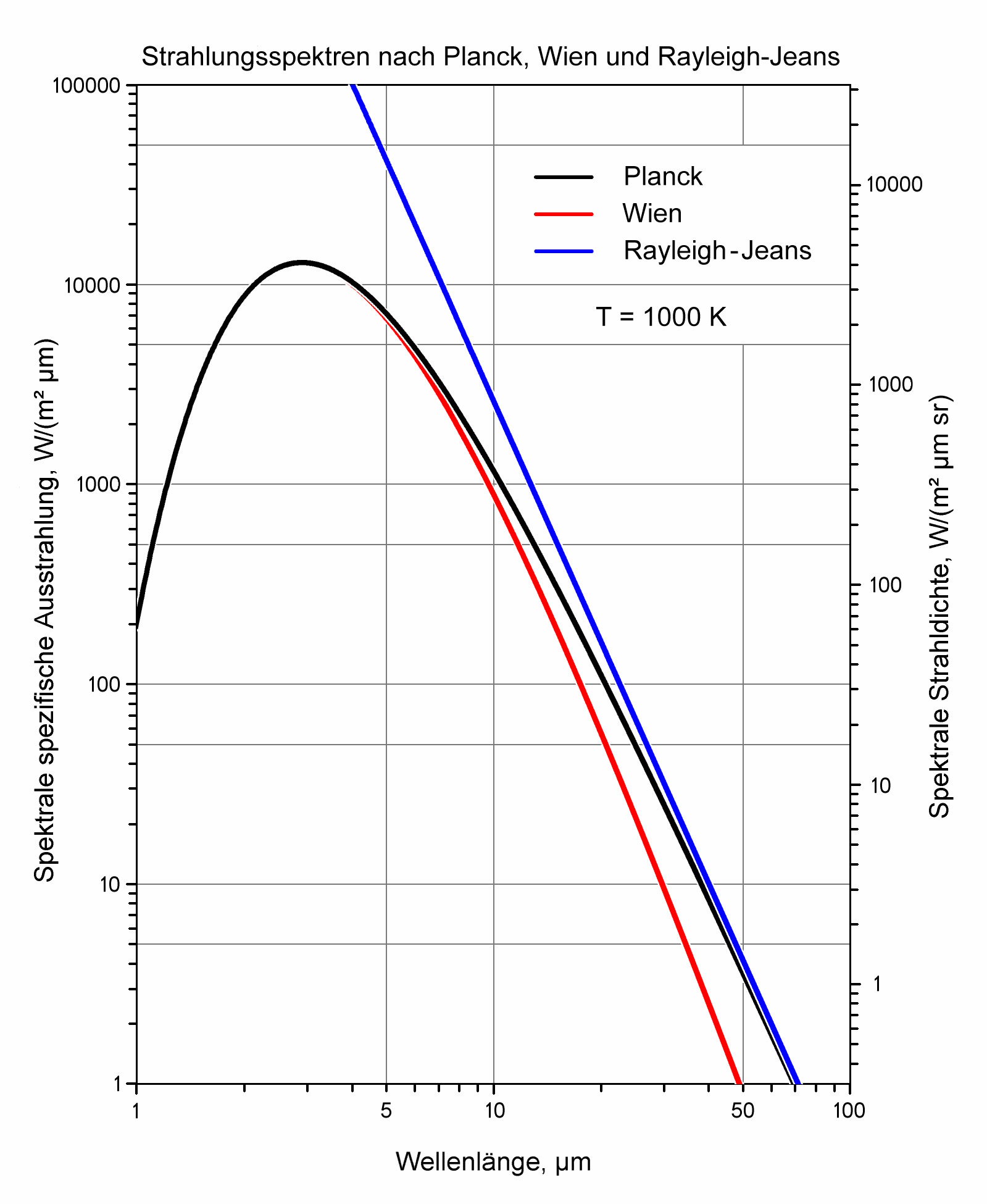
Vergleich des Rayleigh-Jeans-Gesetzes (blau) mit dem Wienschen (rot) und dem Planckschen Strahlungsgesetz (schwarz), für einen Schwarzen Körper der Temperatur 1000 K

Das Rayleigh-Jeans-Gesetz beschreibt die Abhängigkeit der spezifischen Ausstrahlung {\displaystyle M} eines Schwarzen Körpers von der Lichtwellenlänge {\displaystyle \lambda }, die bei einer gegebenen Temperatur im Rahmen der klassischen Elektrodynamik und Statistischen Thermodynamik theoretisch zu erwarten ist. Es wurde erstmals 1900 von dem englischen Physiker John William Strutt, 3. Baron Rayleigh abgeleitet, wobei seine Formel aber noch einen falschen Vorfaktor aufwies. Die korrekte Formel wurde fünf Jahre später von dem englischen Physiker, Astronomen und Mathematiker Sir James Jeans veröffentlicht.
Das Rayleigh-Jeans-Gesetz stimmt mit den Messungen nur bei großen Wellenlängen überein (siehe Bild, die Messwerte entsprechen der Planck-Kurve). Bei kleinen Wellenlängen hingegen liefert es viel zu große Werte, welche die Energie der Gesamtstrahlung, die spektrale Ausstrahlung integriert über den gesamten Wellenlängenbereich, bei jeder Temperatur {\displaystyle T>0\;\mathrm {K} } gegen unendlich streben lassen. Dieses Verhalten markiert ein Versagen der klassischen Physik und wird daher als Ultraviolett-Katastrophe bezeichnet.
Das Rayleigh-Jeans-Gesetz lautet: 
{\displaystyle M(\lambda )\,\mathrm {d} \lambda ={\frac {2\,c\,\pi }{\lambda ^{4}}}\,k_{\mathrm {B} }\,T\,\mathrm {d} \lambda }
mit
- {\displaystyle M(\lambda )}: Spektrale spezifische Ausstrahlung
- {\displaystyle c}: Lichtgeschwindigkeit
- {\displaystyle k_{\mathrm {B} }}: Boltzmann-Konstante
- {\displaystyle T}: absolute Temperatur des Schwarzen Körpers.

Richtig wird das Verhalten bei kleinen Wellenlängen, also hohen Frequenzen (und damit entsprechend hoher Energie der Quanten), durch das Wiensche Strahlungsgesetz von 1896 beschrieben, das aber mit der klassischen Physik nicht erklärt werden kann. Im Jahr 1900 fand Max Planck das nach ihm benannte Strahlungsgesetz, das bei allen Temperaturen im gesamten Wellenlängenbereich mit den Messungen übereinstimmt und dessen erste erfolgreiche theoretische Deutung als Beginn der Quantenphysik angesehen wird. Das Plancksche Strahlungsgesetz ist eine Interpolationsformel der beiden anderen Gesetze und enthält diese als Grenzfall großer bzw. kleiner Wellenlängen.

## Herleitung
Der Ausgangspunkt zur Herleitung des Rayleigh-Jeans-Gesetzes ist die Hohlraumstrahlung. In einem Hohlraum bilden sich stehende Lichtwellen, die aufgrund der Randbedingungen, an den Wänden des Hohlraums Wellenknoten bilden zu müssen, nur diskrete Wellenzahlen annehmen können. Der Einfachheit halber sei im Folgenden ein Würfel mit der Kantenlänge {\displaystyle a} angenommen. Dann lautet die Bedingung an die Wellenzahl {\displaystyle k}
{\displaystyle k={\frac {\pi }{a}}{\sqrt {n_{x}^{2}+n_{y}^{2}+n_{z}^{2}}}}
mit drei ganzen Zahlen {\displaystyle n_{x},n_{y},n_{z}}. Die Anzahl der Moden pro Volumeneinheit {\displaystyle n} ergibt sich damit zu 
{\displaystyle n={\frac {8\pi \nu ^{3}}{3c^{3}}}}
mit der Frequenz {\displaystyle \textstyle \nu ={\frac {k}{2\pi }}c}.
Die Anzahl der Moden pro Frequenzintervall (spektrale Modendichte) {\displaystyle \mathrm {d} \nu } beträgt: 
{\displaystyle {\frac {\mathrm {d} n}{\mathrm {d} \nu }}\mathrm {d} \nu ={\frac {8\pi \nu ^{2}}{c^{3}}}\mathrm {d} \nu }
und die spektrale Energiedichte {\displaystyle w(\nu )} ergibt sich als Produkt der spektralen Modendichte mit der mittleren Energie pro Mode {\displaystyle {\bar {E}}_{\nu }}:
{\displaystyle w(\nu )\mathrm {d} \nu ={\frac {\mathrm {d} n}{\mathrm {d} \nu }}{\bar {E}}_{\nu }\mathrm {d} \nu }
Das Rayleigh-Jeans-Gesetz nimmt für die mittlere Energie die Gültigkeit des Gleichverteilungssatzes an. Dieser besagt,
{\displaystyle {\bar {E}}_{\nu }=k_{\mathrm {B} }T}
und somit 
{\displaystyle w(\nu )\,\mathrm {d} \nu ={\frac {8\,\pi \,\nu ^{2}}{c^{3}}}\,k_{\mathrm {B} }\,T\,\mathrm {d} \nu }
Um dies auf die Wellenlänge umzuschreiben, gilt der Zusammenhang {\displaystyle \nu =c/\lambda } und daher
{\displaystyle w(\lambda )\,\mathrm {d} \lambda ={\frac {8\,\pi }{c\,\lambda ^{2}}}\,k_{\mathrm {B} }\,T\,\left|{\frac {\mathrm {d} \nu }{\mathrm {d} \lambda }}\right|\,\mathrm {d} \lambda ={\frac {8\,\pi }{\lambda ^{4}}}\,k_{\mathrm {B} }\,T\,\mathrm {d} \lambda }.
Aus dem Zusammenhang zwischen Strahlungsdichte und Energiedichte {\displaystyle \textstyle M={\frac {c}{4\pi }}w} folgt das Rayleigh-Jeans-Gesetz.

## Rayleigh-Jeans-Gesetz als Approximation des Planckschen Strahlungsgesetzes
Das Plancksche Strahlungsgesetz lautet
{\displaystyle M(\lambda )\,\mathrm {d} \lambda ={\frac {2\pi hc^{2}}{\lambda ^{5}}}{\frac {1}{\mathrm {e} ^{\frac {hc}{\lambda k_{\mathrm {B} }T}}-1}}\,\mathrm {d} \lambda }
- {\displaystyle h} ist die Planck-Konstante.

Im Bereich großer Wellenlängen,
{\displaystyle \lambda \gg {\frac {hc}{k_{\mathrm {B} }T}}\;\Leftrightarrow \;{\frac {hc}{\lambda k_{\mathrm {B} }T}}\ll 1,}
kann man die Näherung {\displaystyle \mathrm {e} ^{x}-1\approx x} anwenden ({\displaystyle x=(hc)/(\lambda k_{\mathrm {B} }T)})  und erhält unmittelbar das Rayleigh-Jeans-Gesetz.
Die nebenstehenden Diagramme zeigen einen Vergleich der drei Strahlungsformeln nach Planck, Wien und Rayleigh-Jeans (oben in linearer, unten in doppeltlogarithmischer Darstellung). Für große Wellenlängen zeigt sich eine gute Übereinstimmung der Vorhersagen nach Rayleigh-Jeans und Planck, zu kleineren Wellenlängen hin weicht Rayleigh-Jeans zunehmend stark nach oben ab. Wien hingegen beschreibt den Grenzfall kleiner Wellenlängen (hier {\displaystyle \lambda <5} μm) sehr gut, liegt aber für größere Wellenlängen deutlich zu niedrig.